# ゲイツ (ガンダムシリーズ)
ゲイツ（GuAIZ）は、「ガンダムシリーズ」のうちのコズミック・イラ (C.E.) 年代を描いた「ガンダムSEEDシリーズ」に登場する架空の兵器。初出作品は、シリーズ第1作として2002年 - 2003年に放映されたテレビアニメ『機動戦士ガンダムSEED』。作中勢力のひとつである「プラント」の軍事組織「ザフト」の量産機で、ジンやシグーの後継機。敵側である地球連合軍から奪取したMSの技術が使用されており、それまでのザフト機では制約があった小型ビーム兵器の運用が可能になっている。『SEED』の劇中終盤でラウ・ル・クルーゼが搭乗する白銀の専用機のほか、緑基調の一般機も登場する。続編の『機動戦士ガンダムSEED DESTINY』では改良型のゲイツRも登場するが、劇中においては特に名のあるパイロットがいないモブキャラクターや背景としての役割にとどまる。
当記事では、アニメ以外の作品などにも登場する派生機についても解説する。

## 設定・デザイン
原案は2003年に開催された「機動戦士ガンダムSEEDメカコンテスト」の最優秀作品「アラウクネ」であり、『機動戦士ガンダム』の放送時から「ガンダムシリーズ」にかかわっている大河原邦男のクリンナップを経てアニメ用の画稿が起こされた。公募段階では、「ザフトがブリッツガンダムの技術をフィードバックしたジン」との設定だった。
プラモデル（ガンプラ）での商品名は、ジンの「モビルジン」とは異なる形式の「モビルスーツゲイツ」になっているが、これは『∀ガンダム』の模型展開時から採られるようになった「モビル○○」の文法だと商標登録の問題で「ビル・ゲイツ」とバッティングするおそれがあるため、あらかじめ商品名にバンダイグループの所有商標「モビルスーツ」を含ませて不測の事態を回避しようとした措置である。

## 設定解説
ジンの後継主力機として開発された機体。従来、ザフトのMS開発は複数の設計局が各々割り当てられた機種ごとに担当していたが、ゲイツはMMI（マイウス・ミリタリー・インダストリー）社をリーダーカンパニーとし、主だった他の設計局をまとめた統合設計局により開発された。
ゲイツの基本設計自体は比較的早期に完了しており、カオシュン基地陥落と同時にプロパガンダの意味を込めてラゴゥ、ゾノとともに発表された。しかし、クルーゼ隊が地球連合軍より初期GAT-Xシリーズを鹵獲したことで連合の本格的なMS配備を想定する必要性に迫られ、奪取した技術の導入が決定。その調整に時間を要したことで、実戦投入は遅延した。結局、本格的に配備されたのは大戦も末期のボアズ攻防戦前後のことであった。
総合性能においてもジンやシグー、そして当時の連合軍主力MSストライクダガーを凌駕する。元は更に高性能な機体として設計されていたが、量産化を踏まえスペックが引き下げられた。そのため、基本設計の優秀さからドレッドノート以降のNJC（ニュートロンジャマーキャンセラー）搭載型核駆動MSの開発母体ともなり、実際にドレッドノートのアグレッサー機にもなった。

### 武装
MMI-GAU2ピクウス 76mm近接防御機関砲
頭部に2門内蔵される近接防御機関砲。実弾。ザフトの汎用量産機としては初の固定火器。ゲイツの頭部形状はザフト機とGAT-Xの影響を併せ持つものとなった。
MA-M21G ビームライフル
マティウス・アーセナリー社製の制式ビームライフルで、MA-M20の量産発展型。ザフトの量産機としては、初めて機体側からの電力供給方式を採用している。
ザフト製ビームライフルとしては試験的なものとして位置付けられる。また、『SEED』第45話ではクルーゼの搭乗するシグーが重突撃機銃と持ち替えて本銃を使用していた。
こうしたザフト機の各種ビーム兵器はシグーディープアームズによる実証を礎としている。
MA-MV03 2連装ビームクロー
対ビームシールド先端に内蔵された接近戦用武装。その名の通り爪状に湾曲した2本のビーム刃を出力し、装備を持ち替えることなく迅速に格闘戦へと移行できる。その設計思想はドレッドノートやプロヴィデンスの複合兵装防盾システムへと受け継がれた。
GAT-Xシリーズが鹵獲される以前の案では標準的な盾として設計されていた。
エクステンショナル・アレスターEEQ7R
両腰部に設置されるビーム砲内蔵型ロケットアンカー。ブリッツのグレイプニールから着想を得た装備で、アンカーを敵機へ射出・捕捉後、ゼロ距離射撃による確実な撃破を目的とした装備。先端にはビーム砲を持ち、粒子を滞留させる事でサーベルも展開できる。ケーブルの長さは数十メートルに及び、敵機に巻き付ける事も可能。地球連合軍の量産機がPS（フェイズシフト）装甲を採用していることを想定して追加装備された。

### 専用機・カスタム機
ラウ・ル・クルーゼ機
制式配備に先駆けて導入された先行型。
シルバーグレーに塗装されているが、この配色機については「指揮官機」とする資料と、「クルーゼ専用機」とする資料で二分しており統一されていない。
『GGENERATION PORTABLE』では微妙に陰影の濃さを変えて前述2機種のシルバーグレー機を共演させているため、計3機種（一般機・指揮官機・クルーゼ機）で存在している。
ゲイツアサルト（メイア・シヴァ専用機）
2025年にサービス開始されたスマートフォンアプリゲーム『SDガンダム GGENERATION ETERNAL』のストーリーのうち、テレビ本編である『SEED』と『DESTINY』の幕間を描いた『機動戦士ガンダムSEED Recollection』のキラ編に登場。
ヤキン・ドゥーエ第一防衛艦隊司令であるメイア・シヴァの専用機で、黒地に金縁のパーソナル・カラーに染められている。専用武装は、三又状のビーム刃発生器と射撃用ビームガンモードの銃口をもつ「MA-ML トリシューラ ビームトライデント」、別火器から放たれたビームをユニット内部で乱反射させることで高威力射撃を可能とする、ジェネシス由来の試作高エネルギー収束転換装置「ダマル」。

## 火器運用試験型ゲイツ改
雑誌『月刊ホビージャパン』の模型連動記事『機動戦士ガンダムSEED MSV』で初登場。『機動戦士ガンダムSEED』の放送終了後に作られたバリエーションで、同作の主人公機であるフリーダムガンダムとジャスティスガンダムの試作機として、双方の武装を装備する特徴を持つ。当初はシールドも追加する予定であったが、過剰過ぎるという理由で却下されている。デザインは大河原邦男、『月刊ホビージャパン』における作例は木村直貴が担当している。
設定解説
ジャスティス、フリーダム用の各種火器の評価試験を目的に製造された実験機。C.E.71年2月中〜下旬頃に完成した。
背部にはジャスティスに実装されたファトゥム-00の原型になったリフターを装備しており、各種武装もジャスティスやフリーダムとほぼ同種のものを装備している。また、装甲にはザフト製MSとしては初めてPS装甲を採用している。
火器運用試験型ゲイツ改はNJCの実用化以前に開発された機体であり、動力は既存のバッテリーパックを搭載している。搭載武装の火力は設計陣を充分に満足させるものであったが、PS装甲を併用した際の活動時間は最長でも5分に満たない。活動時間延伸の苦肉の策としてリフター内部に補助パワーパックが増設されたが、それでも活動時間は10分程度であり開発目的上実戦投入は想定されていなかった。
劇中の活躍
「スペシャルエディション完結編 鳴動の宇宙」では『SEED MSV』の解説に倣ったヤキン・ドゥーエ上に留まってのバッテリーケーブル直結機がアスランとカガリらが要塞内部に侵入しようとする際に新規カットで登場し迎撃を行った。HDリマスター版FINAL PHASEにもこのカットが流用される形で登場している。
高山瑞穂の漫画版『SEED DESTINY』におけるヤキン・ドゥーエ宙域戦プロローグでは上述の固定砲台運用機とは全く別の機体が単機出撃し、モーガン・シュバリエ駆るガンバレルダガーからジェネシスを守るため交戦した。

## ゲイツR
ゲイツの戦後改修型。ザクシリーズの本格量産までの繋ぎとしてユニウス条約締結後に開発された。生産性を考慮した改修がなされており、戦闘力は大幅に向上。レールガンを装備するなど、中距離での戦闘力を重視している。
より高性能なザクウォーリアをはじめとするニューミレニアムシリーズの量産・配備までの間に主力機として運用された。一部の機体はザフト脱走兵などで構成される反地球連合や反プラント穏健派勢力へ横流しされ、各地のテロやゲリラ活動に使用された。
なお、「スペシャルエディション完結編 自由の代償」で追加されたエピローグには、ボディに金色のラインのような装飾が施された機体の残骸が確認できる。

### 武装（ゲイツR）
MA-M21G ビームライフル
ゲイツに装備されていたものと同じ外観であるが、命中精度が向上していたとみられている。
MA-MV05 複合兵装防盾システム
600型に採用されたMA-MV03のビーム刃発生器を1基のみとした装備。レイアウトはドレッドノートに採用されたシールドに類似する。
MMI-M20SポルクスIV レールガン
両腰のレールガン。フリーダムの「クスィフィアス」の系列モデルとされる。取り回しに難のあったエクステンショナル・アレスターに代わり装備された。また、連射が可能なプラズマ砲とする資料もみられる。ポルクスとはラテン語でギリシア神話の英雄「ポルックス」の意。